# The Wall
Vous lisez un « article de qualité » labellisé en 2020.
Cet article concerne l'album du groupe Pink Floyd. Pour les autres œuvres de ce groupe liées à cet album, voir The Wall (homonymie).
Albums de Pink Floyd
Animals
(1977) The Final Cut
(1983)
Singles
1. Another Brick in the Wall, Part II
Sortie : 30 novembre 1979
2. Run Like Hell
Sortie : 2 avril 1980
3. Comfortably Numb
Sortie : 23 juin 1980

The Wall (litt. « le Mur ») est le onzième album studio du groupe britannique de rock progressif Pink Floyd et son second double album après Ummagumma. Enregistré sur une période de huit mois, l’album est sorti le 30 novembre 1979 en Grande-Bretagne et le 8 décembre de la même année aux États-Unis. Il figure dans la liste des 500 plus grands albums de tous les temps selon le magazine Rolling Stone et est le dernier grand succès du groupe. L’album, faisant partie des meilleures ventes de disques à travers le monde avec plus de 30 millions d'exemplaires écoulés depuis sa sortie, est également le double-album le plus vendu au monde.
L’album The Wall fait partie d’un grand projet concept à trois volets, le premier étant l’album lui-même, le deuxième sa représentation sur scène et, finalement, un long métrage d’après l’histoire contée dans l’album. La réalisation du projet s’étale sur quatre années ; le projet est créé en 1978, et en dernière phase, le film sort en 1982. Comme les trois albums précédents du groupe (The Dark Side of the Moon, Wish You Were Here et Animals), The Wall est un album-concept, mais aussi un opéra-rock ; il traite du thème de l'isolement et de ses conséquences mentales : les chansons suivent toutes un fil conducteur pour former une histoire. De ce fait, l’album est considéré comme plus dur et plus théâtral que les précédents albums de Pink Floyd.
The Wall marque la dernière véritable entente entre les deux auteurs-compositeurs du groupe, Roger Waters et David Gilmour. Les tensions sont alors croissantes au sein du groupe, avec Waters devenu sa seule force motrice — il signe seul la quasi-totalité des titres de l'album — et finissent par mener à l’exclusion du claviériste Richard Wright, qui ne réintègre officiellement le groupe qu’en 1994, longtemps après le départ de Waters. Ce dernier quitte le groupe en 1985, après l’album suivant, The Final Cut, pour entamer une carrière solo.

## Historique

### Contexte

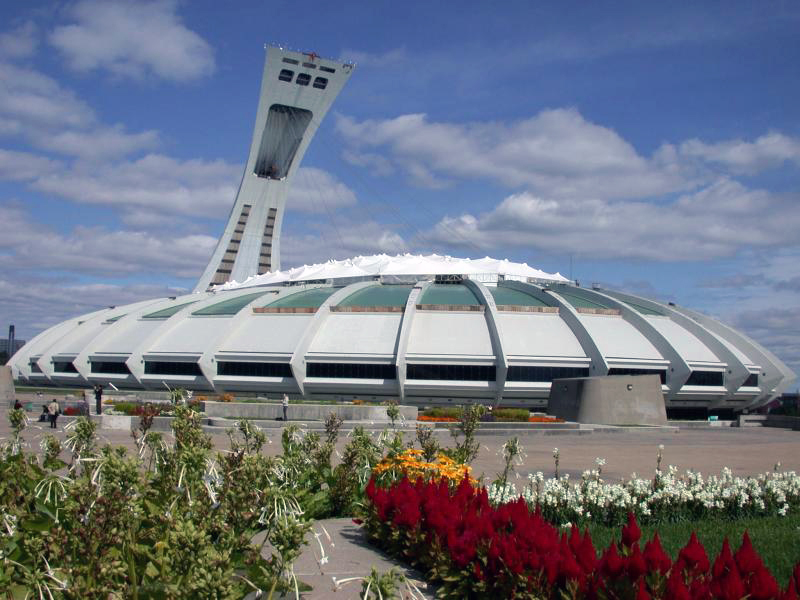
Le concept de l'album naît lors d'un concert de Pink Floyd au stade olympique de Montréal.

Au milieu des années 1970, le gouvernement britannique de James Callaghan élève les taux d'imposition pour les plus riches à 83 %. Pink Floyd, qui génère alors de gros bénéfices grâce aux ventes de ses albums précédents, choisit d’investir cet argent pour échapper au fisc. Le groupe confie alors la gestion de ses finances à la société Norton Warburg, qui convainc les membres d’investir dans différents commerces, tels que des restaurants flottants. Le travail principal pour lequel Andrew Warburg, fondateur de Norton Warburg, est sollicité, est de déplacer l’argent gagné par Pink Floyd dans des comptes d’investissement afin d’éviter la taxation directe. En réalité, Warburg se verse une énorme commission à chaque transfert et fait perdre au groupe une large partie de ses économies. Roger Waters a déclaré plus tard qu'il estimait les pertes du groupe à près de deux millions de livres sterling, soit pratiquement l’ensemble des gains réalisés grâce aux ventes de l'album The Dark Side of the Moon. Le groupe se retrouve alors dans une situation très précaire, et n’a d’autre choix que de sortir un nouvel album.
En plus de problèmes financiers, les membres de Pink Floyd sont extrêmement fatigués et déçus de leur dernière tournée, In the Flesh, qui suit la sortie de l'album Animals. La notoriété du groupe est telle que presque tous les concerts sont donnés dans des stades, devant plusieurs milliers de personnes. Pour David Gilmour, les spectateurs ne semblent plus venir aux concerts de Pink Floyd pour les mêmes raisons que lors des tournées passées : « Ils voulaient des tubes sur lesquels danser. » Pink Floyd en vient alors à regretter les concerts des tournées d'avant Wish You Were Here, lors desquels le public était généralement très silencieux. Le groupe est alors très critiqué par la presse dès le premier concert de la tournée, après lequel le critique musical Tim Lott du magazine Sounds traite les membres de « machines » à l'« enthousiasme minimum ».
Le membre de Pink Floyd qui souffre le plus de cette mésentente avec le public est certainement Roger Waters, leader officieux du groupe. Il exprime déjà son dégoût après un concert au Madison Square Garden le 4 juillet 1977 (fête nationale américaine) durant lequel il supporte difficilement les cris du public. Il finit par perdre son sang-froid deux jours plus tard, au stade olympique de Montréal. Alors que près de quatre-vingt mille personnes assistent au dernier concert de la tournée, certains présents déjà depuis la fin de l’après-midi alors que le concert commençait à 20 h 30, un groupe de fans au premier rang se fait particulièrement remarquer par Waters. Celui-ci demande à plusieurs occasions au public de se calmer, en vain, et finit par céder : « Il y avait un gars au premier rang qui criait et hurlait en permanence à propos de tout et rien. À la fin, je l'ai invité [à se rapprocher] et quand il a été assez proche, je lui ai craché au visage. » Waters indiquera plus tard être « choqué par [sa] réaction », mais l’incident donne naissance au concept de The Wall.

### Écriture
Durant l’été 1978, alors que le reste du groupe travaille sur des projets personnels, Roger Waters enregistre deux démos à son domicile, au sud de l'Angleterre. Désireux de renflouer les comptes du groupe, il partage ces deux projets avec ses collègues et son manager pour en faire un nouvel album de Pink Floyd. Le premier, nommé The Pros and Cons of Hitch Hiking, intéresse seulement Steve O'Rourke et devient plus tard le premier album solo de Waters. C’est plutôt sur Bricks in the Wall, transformé en The Wall, que se tournent les membres de Pink Floyd. David Gilmour a déclaré au sujet des deux démos : « Les bandes enregistrées pour The Wall comme pour Pros and Cons étaient inaudibles. [Elles] sonnaient exactement pareil, on ne pouvait pas les distinguer. » Quant à Richard Wright, il se souvient avoir pensé : « Oh non ! Ça recommence. Tout est sur la guerre, sur sa mère, sur le père qu'il a perdu […] Il faisait une fixation » en précisant que c’est la situation financière du groupe qui l’avait poussé à accepter le projet.
Roger Waters voit dans The Wall plus qu’un simple album, il veut créer une réelle œuvre multimédia : un double album accompagné d’un film et d’un spectacle digne des productions de Broadway. Pour l’écriture, Waters sent cependant qu’il ne peut pas compter sur Wright et Mason, pas assez impliqués, et ses relations avec Gilmour s’étant détériorées, il ne lui fait pas entièrement confiance. Il contacte alors Bob Ezrin, un producteur canadien qui a travaillé avec sa femme et a produit des albums pour Alice Cooper, Lou Reed, Aerosmith et Peter Gabriel. Ce dernier se met alors à restructurer l’album afin de respecter la longueur usuelle d’un double album. Il élimine quelques chansons, en réécrit d’autres, mais les membres se battent au sujet des crédits de production : Waters ne veut que lui-même, Gilmour et Ezrin comme producteurs, ce que Mason accepte mais qui pose problème à Wright, qui veut garder le même statut que pour les albums précédents. Ne trouvant pas d’accord, les membres de Pink Floyd s’accordent pour commencer à travailler sur l’album et à décider des crédits une fois l’enregistrement terminé, tout en confiant le rôle d'arbitre à Ezrin.

### Enregistrement
Les premières sessions d’enregistrement ont lieu aux studios Britannia Row entre septembre et décembre 1978, mais le groupe n’y enregistre que des démos. C’est à ce moment que Waters contacte Gerald Scarfe afin de commencer à travailler sur les illustrations et l’esthétique de l’album, du spectacle et du film. Scarfe dit alors avoir « imaginé Pink comme une créature vulnérable, sous l’emprise de ses professeurs, de sa femme et de sa mère ». En studio, Brian Humphries, qui travaille avec le groupe depuis cinq ans, décide de cesser sa collaboration avec Pink Floyd. Sur le conseil d’Alan Parsons, c’est James Guthrie qui prend le poste d’ingénieur du son pour l’album et se voit même proposer un rôle de coproducteur par Steve O'Rourke. « Avec son expérience, notamment son travail avec le groupe Runner qui nous avait beaucoup impressionnés, nous pensions que James pouvait nous apporter un peu de fraîcheur et de vivacité » explique Nick Mason. La préproduction de l’album continue durant la première partie de 1979, certains enregistrements de basses et de batteries de cette période étant conservés dans la version finale de l’album.
Les difficultés financières du groupe l’obligent à s’expatrier pour continuer l’enregistrement de l’album, les membres évitant de payer des impôts à l’étranger. Comme The Rolling Stones avant eux, les Pink Floyd choisissent de s’exiler en France, à Berre-les-Alpes, du 6 avril 1979 au 5 avril 1980. Pink Floyd travaille alors au studio Super Bear, un ancien restaurant reconverti où la partie la plus importante de The Wall va être enregistrée. David Gilmour et Richard Wright connaissent déjà les lieux puisqu’ils y ont enregistré leur premier album solo l’année précédente. Le studio se situant en altitude, le groupe doit trouver un autre studio pour effectuer les prises vocales : « On sait que c’est plus difficile de chanter dans ce genre d’endroit [à cause d’une moins bonne oxygénation], alors on a trouvé un autre studio, Miraval, où Roger se rendait avec Bob [Ezrin] » explique David Gilmour. Le groupe fait alors venir une bonne partie du matériel de Britannia Row en France, et Roger Waters fixe les heures de travail de 10 à 18 heures. Wright est le seul à ne pas respecter les horaires : il ne travaille que le soir, de 19 heures à 1 heure du matin, avec Guthrie. « Il y avait des tensions entre les membres du groupe et même entre les épouses des membres du groupe. Pendant cette période, je suis devenu un peu parano et je redoutais d’aller affronter ces tensions. J’aimais mieux ne pas être là quand Roger y était » confie Bob Ezrin. Les quatre membres ne jouent alors presque jamais ensemble et Roger Waters tente de contrôler le processus du début à la fin.
Les premières sessions de batterie de Mason sont jouées dans un espace ouvert au dernier étage des studios de Britannia Row afin de retrouver un « son live ». Les enregistrements seize pistes de ces sessions sont mixés et copiés sur un master vingt-quatre pistes, comme pistes de guidage pour le reste du groupe. Cela donne aux ingénieurs une plus grande flexibilité, mais a également amélioré la qualité audio du mixage, car les enregistrements originaux des tambours sur seize pistes sont synchronisés avec le master sur vingt-quatre pistes et les pistes de guidage dupliquées sont supprimées. Ezrin a plus tard relaté la surprise du groupe face à cette méthode de travail ; ils ont apparemment considéré l'effacement du matériel du master sur vingt-quatre pistes comme de la « sorcellerie ».

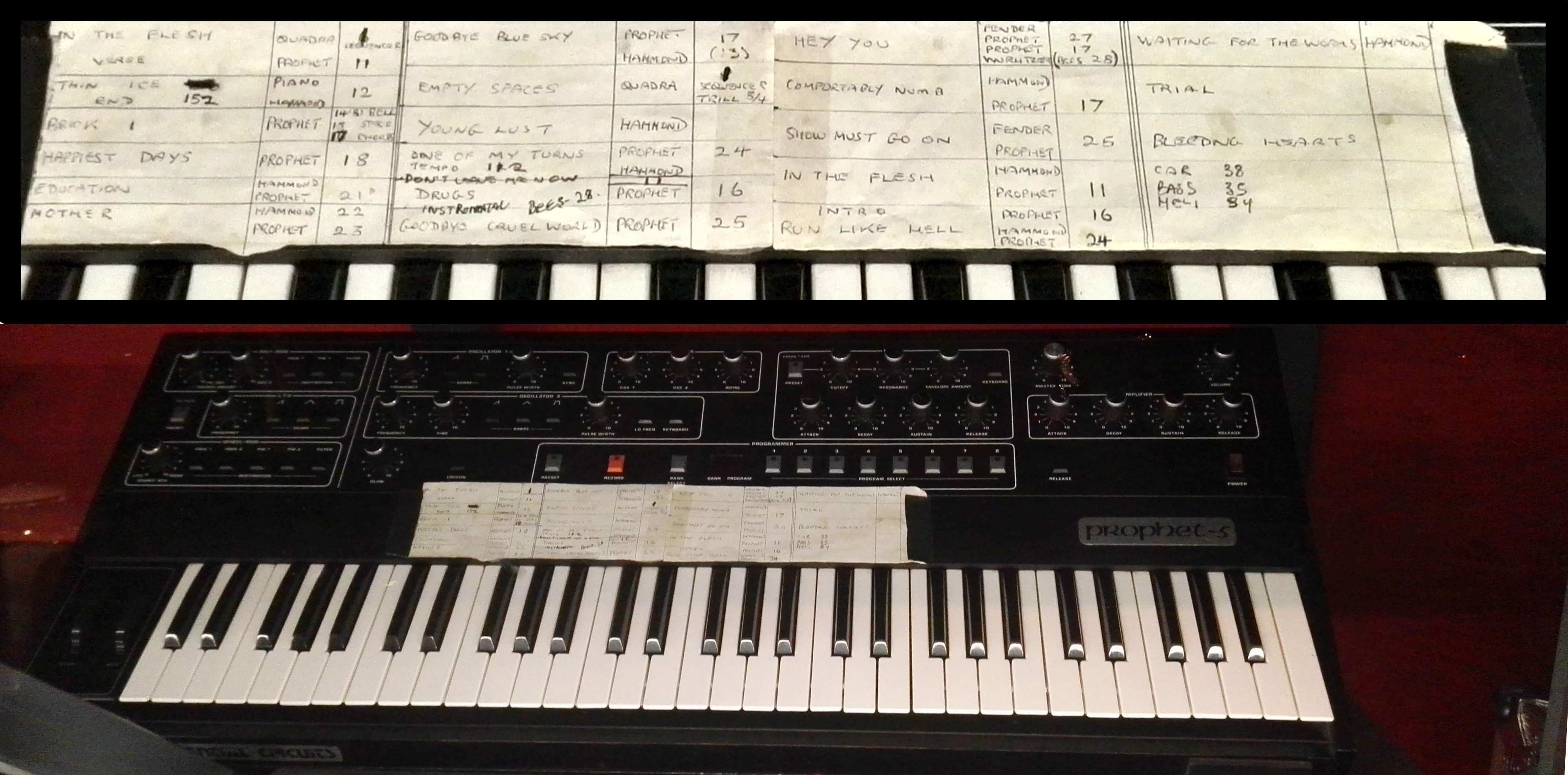
Le Prophet-5 utilisé par Richard Wright sur The Wall.

Au cours de l’été, un conflit naît entre Wright et Waters. Wright n’accepte toujours pas la présence d’Ezrin, qu’il juge inutile, et peine à se remettre du fait qu’il a été écarté du cercle des producteurs du groupe. Selon David Gilmour, « quand on quittait le studio en fin d’après-midi, il avait toute la soirée et la nuit pour réfléchir, mais il n’a contribué à rien. Il se contentait de rester assis là, ce qui nous rendait tous dingues. » Lorsque Waters réalise que la sortie programmée en octobre est compromise, il demande à Wright de partir avec Ezrin à Los Angeles pour rattraper son retard. Waters charge O’Rourke d’en parler à Wright. En plein divorce, celui-ci refuse catégoriquement : « Dis à Roger d'aller se faire foutre. » Waters, qui juge inacceptable le comportement de Wright, lui laisse alors deux choix : « Soit tu choisis d’entamer un long combat, soit tu acceptes la chose suivante : tu termines l’album, tu gardes la totalité de tes droits dessus, mais dès qu’il est terminé, tu quittes le groupe sans faire de vagues. » Wright pense d’abord résister pour frustrer Waters, mais il finit par accepter de terminer l’album et reste même pour la tournée qui suit, au titre d'employé.
Columbia Records propose finalement à Pink Floyd une nouvelle date de sortie, proche de Noël. En août 1979, l’ordre des pistes est en grande partie terminé. Wright termine ses travaux aux Cherokee Studios de Los Angeles, aidé par les musiciens de studio Peter Wood et Fred Mandel, et Jeff Porcaro joue de la batterie à la place de Mason sur Mother. Mason laisse le mixage final à Waters, Gilmour, Ezrin et Guthrie, et se rend à New York pour enregistrer son premier album solo, Nick Mason's Fictitious Sports. Avant la sortie de l’album, des contraintes techniques conduisent à modifier l’ordre de passage et le contenu de The Wall : What Shall We Do Now est remplacé par Empty Spaces, similaire mais plus courte, et Hey You est déplacé de la fin de la troisième face au début. À l'approche de l’échéance de novembre 1979, le groupe oublie de modifier la pochette intérieure de l’album, qui comporte plusieurs erreurs.

#### Orchestre
Aux studios Super Bear, Waters accepte la suggestion d’Ezrin d’accompagner plusieurs morceaux, dont Nobody Home, The Trial et Comfortably Numb, par un orchestre. Michael Kamen, qui a déjà travaillé avec David Bowie, est chargé de superviser ces arrangements qui sont interprétés par des musiciens de l’Orchestre philharmonique de New York et du New York Symphony Orchestra, ainsi que par un chœur du New York City Opera. Les sessions sont enregistrées aux studios CBS de New York, sans la présence des membres de Pink Floyd. Kamen finit par rencontrer le groupe une fois l’enregistrement terminé.
« Je pense qu’un projet comme Comfortably Numb a été la dernière lueur de ma capacité à travailler en collaboration avec Roger ».
Comfortably Numb trouve son origine dans le premier album solo de Gilmour et est la source de nombreuses disputes entre Waters et Gilmour. Ezrin affirme que la chanson a d’abord été interprétée comme « la chanson de Roger, sur Roger, pour Roger », bien qu’il pense qu’elle a besoin d’être retravaillée. Waters change la tonalité du couplet et ajoute plus de paroles au refrain, et Gilmour ajoute des mesures supplémentaires pour la ligne « I have become comfortably numb ». L’enregistrement « dépouillé et plus dur » joué par Wright et demandé par Waters n’est pas du goût de Gilmour ; celui-ci préfère la « version Technicolor, orchestrale » d’Ezrin, bien qu’Ezrin lui-même préfère la version de Waters. À la suite d’une dispute majeure dans un restaurant de North Hollywood, les deux hommes font un compromis ; le corps de la chanson comprend l’arrangement orchestral, avec le deuxième et dernier solo de guitare de Gilmour seul.

#### Bruitage
Ezrin et Waters supervisent la capture des effets sonores de l’album. Waters enregistre l’appel téléphonique utilisé sur la démo originale de Young Lust en appelant Mason chez lui. Négligeant d’informer le destinataire du coup de téléphone, celui-ci suppose qu’il s’agit d’une blague téléphonique et raccroche avec colère. Pour l’enregistrement final de Young Lust, c'est l’ingénieur du son James Guthrie qui appelle son voisin à Londres depuis les studios de Los Angeles en reliant son téléphone à un magnétophone. Il lui demande alors de décrocher à chaque appel, de laisser parler la standardiste, puis de raccrocher. Il faut trois essais pour que l’astuce fonctionne. Waters enregistre également des sons ambiants le long d’Hollywood Boulevard en accrochant un microphone à la fenêtre du studio. L’ingénieur Phil Taylor enregistre certains des bruits de pneus crissant pour Run Like Hell depuis le parking du studio, tandis que la destruction d’un téléviseur est utilisée sur One of My Turns. Aux studios Britannia Row, Nick Griffiths enregistre le bris de la vaisselle pour la même chanson. Des extraits d’émissions de télévision sont également utilisés ; un des acteurs, reconnaissant sa voix et se déclarant responsable d’une partie du succès du groupe, accepte finalement un règlement financier afin d’éviter un procès.
La suggestion d’Ezrin de sortir Another Brick in the Wall, Part 2 en single avec un rythme de style disco ne convainc pas Gilmour, bien que Mason et Waters soient plus enthousiastes. Waters s’oppose à la sortie d’un single, mais devient réceptif après avoir écouté le mix d'Ezrin et de Guthrie. Avec deux couplets identiques, la chanson est ressentie comme pas tout à fait complète et une copie est donc envoyée à Griffiths à Londres avec la demande de trouver des enfants pour interpréter plusieurs versions des paroles. Griffiths contacte alors Alun Renshaw de l’école Islington Green, toute proche de Britannia Row. Celui-ci se montre enthousiaste : « Je voulais faire de la musique qui soit pertinente pour les enfants — et pas seulement rester assis à écouter Tchaïkovski. J’ai trouvé les paroles géniales : « Nous n’avons pas besoin d’éducation, nous n’avons pas besoin qu’on nous contrôle la pensée… ». J’ai juste pensé que ce serait une expérience merveilleuse pour les enfants. »
Griffiths enregistre d’abord de petits groupes d’élèves, puis il en invite d’autres, leur disant de prendre un accent cockney et de crier plutôt que de chanter. Il enregistre les voix sur plusieurs pistes, ce qui fait sonner les groupes plus nombreux, avant d’envoyer ses enregistrements à Los Angeles. Le résultat enchante Waters et la chanson sort en single, devenant numéro un entre autres au Royaume-Uni et aux États-Unis. La presse britannique rapporte plus tard que les efforts des enfants n’avaient pas été rémunérés, ce qui crée une controverse ; ils reçoivent finalement des exemplaires de l’album et l’école reçoit un don de mille livres (4 320 livres de 2025).

### Parution et accueil

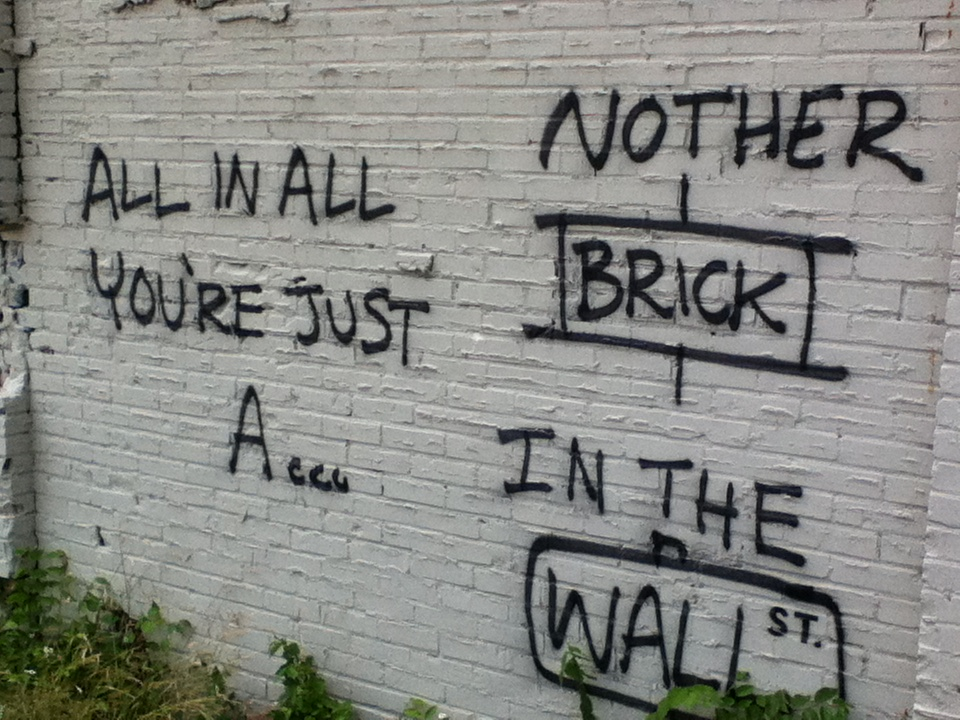
Mur blanc rappelant la pochette de The Wall sur lequel sont taguées les paroles de Another Brick in the Wall.

L’album achevé est joué pour la première fois devant un groupe de cadres réunis au siège de Columbia Records, en Californie, qui sont loin d’être impressionnés par ce qu’ils viennent d’entendre. La situation devient plus difficile encore lorsque Columbia Records propose à Waters des droits d’édition réduits sous le prétexte que The Wall est un double album. C’est une position qu’il n’accepte pas et, lorsqu’un cadre propose de régler le différend à pile ou face, Waters répond qu’il ne va pas parier sur quelque chose qu’il possède. Il finit par l’emporter et les inquiétudes de la maison de disques sont apaisées lorsque Another Brick in the Wall Part 2 devient numéro un au Royaume-Uni, aux États-Unis, en Norvège, au Portugal, en Allemagne de l’Ouest et en Afrique du Sud. Le single est certifié platine au Royaume-Uni en décembre 1979 et platine aux États-Unis trois mois plus tard.
The Wall sort au Royaume-Uni le 30 novembre 1979 et aux États-Unis le 8 décembre 1979. Coïncidant avec sa sortie, Waters est interviewé par Tommy Vance qui fait passer l’album dans son intégralité sur BBC Radio 1. Les critiques sur son contenu sont mitigées. En février 1980, Kurt Loder, critique pour Rolling Stone, salue l’album comme « une synthèse étonnante des obsessions thématiques désormais familières de Waters » qui « s’anime d’une rage lyrique implacable, clairement authentique et, dans sa particularité minutieuse, finalement horrifiante ». En revanche, le critique du The Village Voice, Robert Christgau, la considère comme « une stupide épopée de tribulations d’une star du rock » soutenue par « un maximalisme minimal kitsch avec des effets sonores et des fragments de discours », ajoutant, dans The New York Times, que sa vision du monde est « complaisante » et « présente l’apitoiement sur soi-même de son riche, célèbre et décidément postadolescent protagoniste comme une espèce d’héroïsme »,. Le critique de Melody Maker a quant à lui déclaré : « Je ne sais pas si c’est brillant ou terrible, mais je trouve cela tout à fait convaincant. »
En France, Jean-Marc Bailleux de Rock & Folk compare The Wall à Joe's Garage de Frank Zappa : « Le délire paranoïaque de Roger Waters exclut tout humour alors que la critique zappaïenne jusque dans ses moments les plus tragiques est traversée de part en part par un rire énorme. » Il mentionne également la « production fabuleuse » d’un album qui est, selon lui, « le nouveau gadget pour tester les chaînes haute fidélité » et parle de The Wall comme de l’« album le plus subtil et le plus cohérent de Pink Floyd depuis bien longtemps ». François Ducray du magazine Best n’est pas du même avis. Il parle de « l’épuisement d’une légende » et dresse un parallèle avec Led Zeppelin qui, selon lui, impose « sa totale et arrogante non-évolution » alors que Pink Floyd « voudrait bien faire éclater la sienne ». Il trouve Waters « incroyablement complaisant dans son très égoïste et très vaporeux pessimisme » et pense que le groupe est devenu « trop célèbre pour trop peu de raisons ». Enfin, Ducray pense que la production de Bob Ezrin gâche « jusqu’aux plus rares instants de sincère émotion des musiciens ».
L’album reste en tête des hit-parades du Billboard pendant quinze semaines, se vendant à plus d’un million d’exemplaires au cours de ses deux premiers mois de vente. Il est certifié vingt-trois fois disque de platine en 1999. Il reste l’un des albums les plus vendus aux États-Unis et le double album le plus vendu de tous les temps avec trente millions d’exemplaires dans le monde entre 1979 et 2017,. The Wall est le deuxième album de Pink Floyd à s’être le mieux vendu après The Dark Side of the Moon. Les efforts de l’ingénieur James Guthrie sont récompensés en 1980 par un Grammy Award pour le meilleur enregistrement technique (non classique). Rolling Stone le place à la 87e place de sa liste des 500 meilleurs albums de tous les temps de 2003 et maintient cette place dans la liste révisée de 2012. Sur la base de ces classements, le site web agrégé Acclaimed Music classe The Wall comme le 152e album le plus acclamé de l’histoire. L’album figure également dans le livre des 1001 albums à écouter avant de mourir et All Time Top 1000 Albums,.

### Postérité

#### Rééditions et influences
Originellement publié par Columbia aux États-Unis et par Harvest au Royaume-Uni, The Wall a été réédité en CD remasterisé en 1994 au Royaume-Uni par le major EMI. En 1997, Columbia a publié une nouvelle édition, avec un son supérieur au « remaster » d’EMI, aux États-Unis, au Canada, en Australie, en Amérique du Sud et au Japon,. Après le vingtième anniversaire de l’album, en 2000, Capitol a relancé la réédition de 1997 avec la reprise du « remaster » européen aux États-Unis et EMI au Canada, en Australie, en Amérique du Sud et au Japon.
En plus de son succès commercial et critique, The Wall a également influencé plusieurs artistes de leur époque tels que David Bowie, Genesis et Yes,, mais aussi une myriade de nouveaux artistes progressifs (rock progressif, metal progressif) comme Nine Inch Nails, Dream Theater et Radiohead.

#### Représentations scéniques

##### TournéeThe Wall
The Wall n’est interprété en public que dans cinq villes à cause de son caractère grandiose. Les trente-deux représentations ont lieu à la Los Angeles Memorial Sports Arena et au Nassau Veterans Memorial Coliseum de New York en février 1980, au Earls Court Exhibition Centre de Londres en août 1980, au Westfalenhallen de Dortmund en février 1981 et à nouveau à Earl's Court en juin 1981. Tous les concerts sont joués dans des salles, en intérieur, car Waters ne veut plus revivre l’incident de Montréal. Il va même jusqu’à refuser une offre d’un million de dollars par concert faite par un promoteur de Philadelphie car celui-ci prévoit d’organiser les concerts au John F. Kennedy Stadium.

« Je suis allé marcher au fond de la salle, en faisant le tour de la rangée supérieure de sièges. […] Des frissons me parcouraient le dos. Et je pensais qu’il était vraiment fantastique que les gens puissent réellement voir et entendre quelque chose de partout où ils étaient assis. […] Après la tournée de 1977, j’ai eu de sérieux problèmes à propos des concerts en stade, parce que je crois vraiment qu’ils sont atroces. »

— Roger Waters

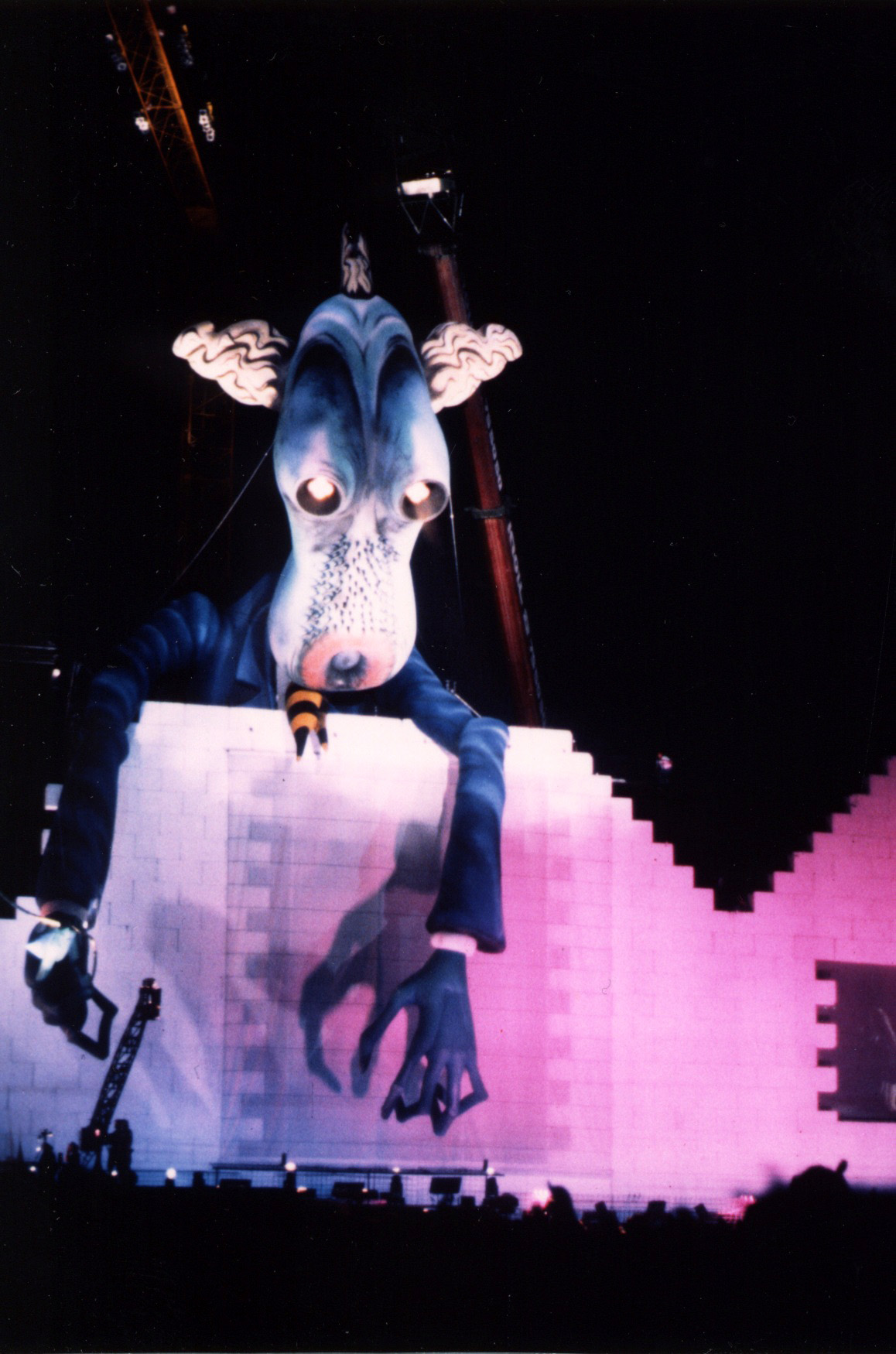
Marionnette géante du professeur tyrannique de Pink surplombant le mur durant le concert The Wall en 1990

Les concerts nécessitent un équipement important — dont de nombreuses grues — et leur production coûte très cher ; si cher que Richard Wright, engagé comme musicien, est le seul membre de Pink Floyd à générer des bénéfices durant la tournée. Près de quatre cent cinquante briques de carton sont créées par la société Fischer-Park afin de réaliser un mur de dix mètres de haut pour cinquante de large. Gerald Scarfe réalise plusieurs films d’animation qui sont diffusés sur le mur au moyen de trois projecteurs et il conçoit également trois marionnettes géantes : un maître d’école de sept mètres et demi de haut, la femme de Pink, plus petite, et sa mère en ballon gonflable. Un cochon gonflable est aussi utilisé, tandis que le décor de la chambre de Pink est aménagé dans un trou dans le mur. Lorsque le groupe joue Comfortably Numb, David Gilmour se trouve au sommet du mur, d’où l’éclairage projette son ombre sur le public et, pendant certaines chansons, Waters interprète le rôle de Pink, chantant et jouant, délaissant sa basse,.

##### The Wallà Berlin

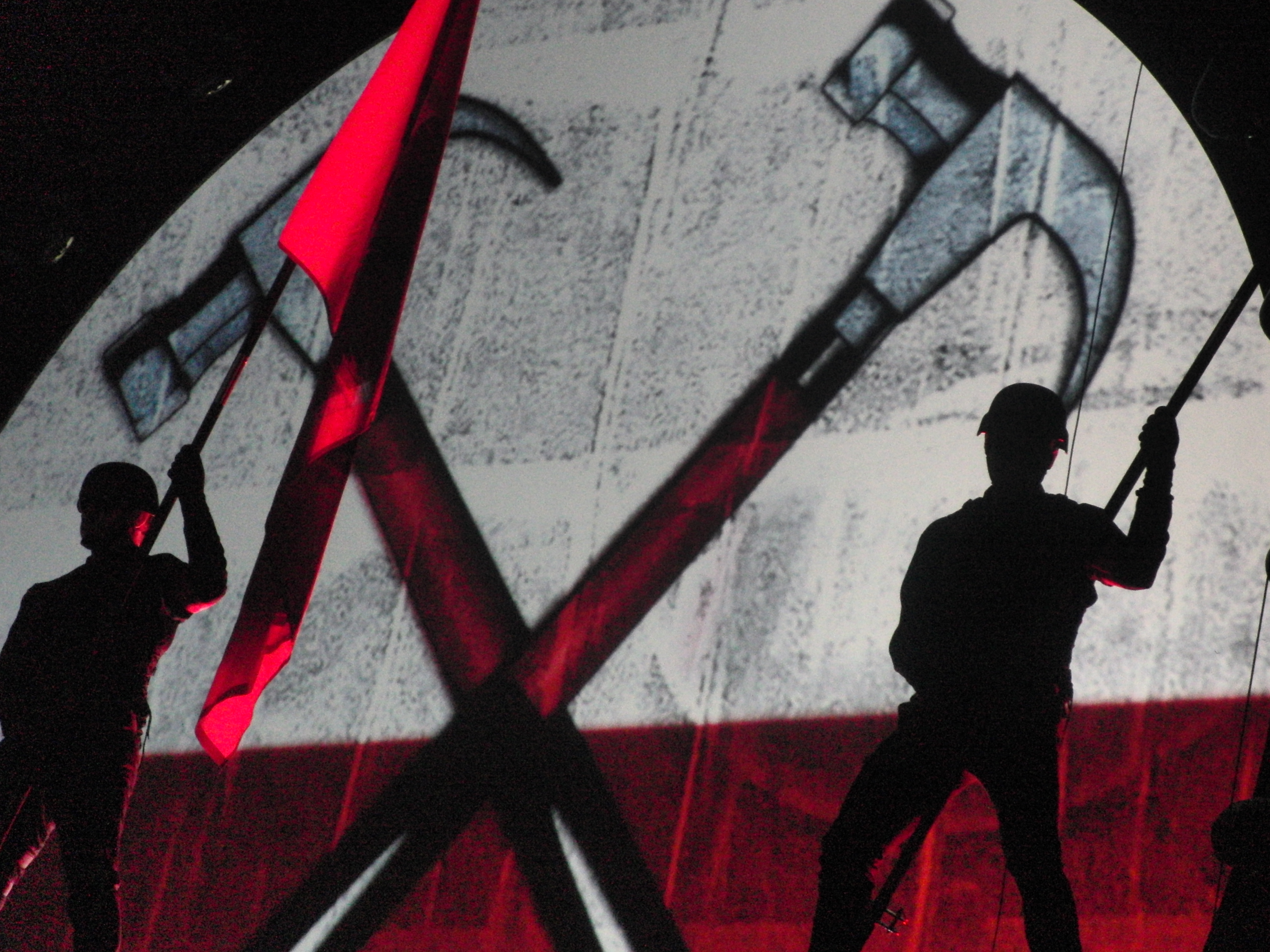
Les marteaux croisés sont l’un des symboles récurrents de l’album.

Après un dernier album — The Final Cut, sorti en 1983 — Roger Waters sort un album solo, The Pros and Cons of Hitch Hiking, et, au retour de sa tournée, quitte le groupe fin 1985. Bien que Waters pense que les autres membres du groupe n’ont plus les qualités pour continuer, Gilmour et Mason ouvrent un compte en banque au nom de « The New Pink Floyd Project ». Roger Waters, principal compositeur du groupe depuis des années, refuse alors l’exploitation commerciale du nom Pink Floyd et intente une action en justice pour bloquer son utilisation. Waters finit par abandonner le procès et laisser à Gilmour, Mason et Wright le droit de se produire en tant que Pink Floyd. Quelques années plus tard, Pink Floyd ne joue plus que quelques morceaux de The Wall en concert : Another Brick in the Wall, Part 2, un de ses titres les plus célèbres, ainsi que Comfortably Numb et Run Like Hell, deux compositions de David Gilmour.
En 1989, la chute du mur de Berlin offre à Waters l’occasion d’effectuer une nouvelle représentation scénique de The Wall — depuis son départ du groupe, il ne jouait que quelques morceaux de l'album, tels qu’In the Flesh et Mother. Le concert, qui a lieu en 1990 sur la Potsdamer Platz et est intitulé The Wall Live in Berlin, a une ampleur encore plus impressionnante que ceux de la tournée initiale. Deux mille cinq cents briques sont prévues pour recréer un mur de vingt-cinq mètres de haut pour cent soixante-huit mètres de long, et le concert est estimé avoir coûté huit millions de dollars à mettre en place, contre un million par représentation entre 1980 et 1981. La vente de billets n’étant pas suffisante pour sortir un profit, le concert est diffusé en direct à la télévision dans le monde entier. Durant le concert, un professeur géant porté par une grue et un cochon volant font leur apparition, et plusieurs autres artistes accompagnent Waters, tels que le groupe Scorpions, Van Morrison ou Cyndi Lauper. Des acteurs sont également engagés pour jouer les rôles de Pink, du juge ou de la mère, rôles tous joués par Waters lors de la tournée initiale. Une partie des bénéfices du concert est versée au World War Memorial Fund for Disaster Relief.

##### The Wall Live

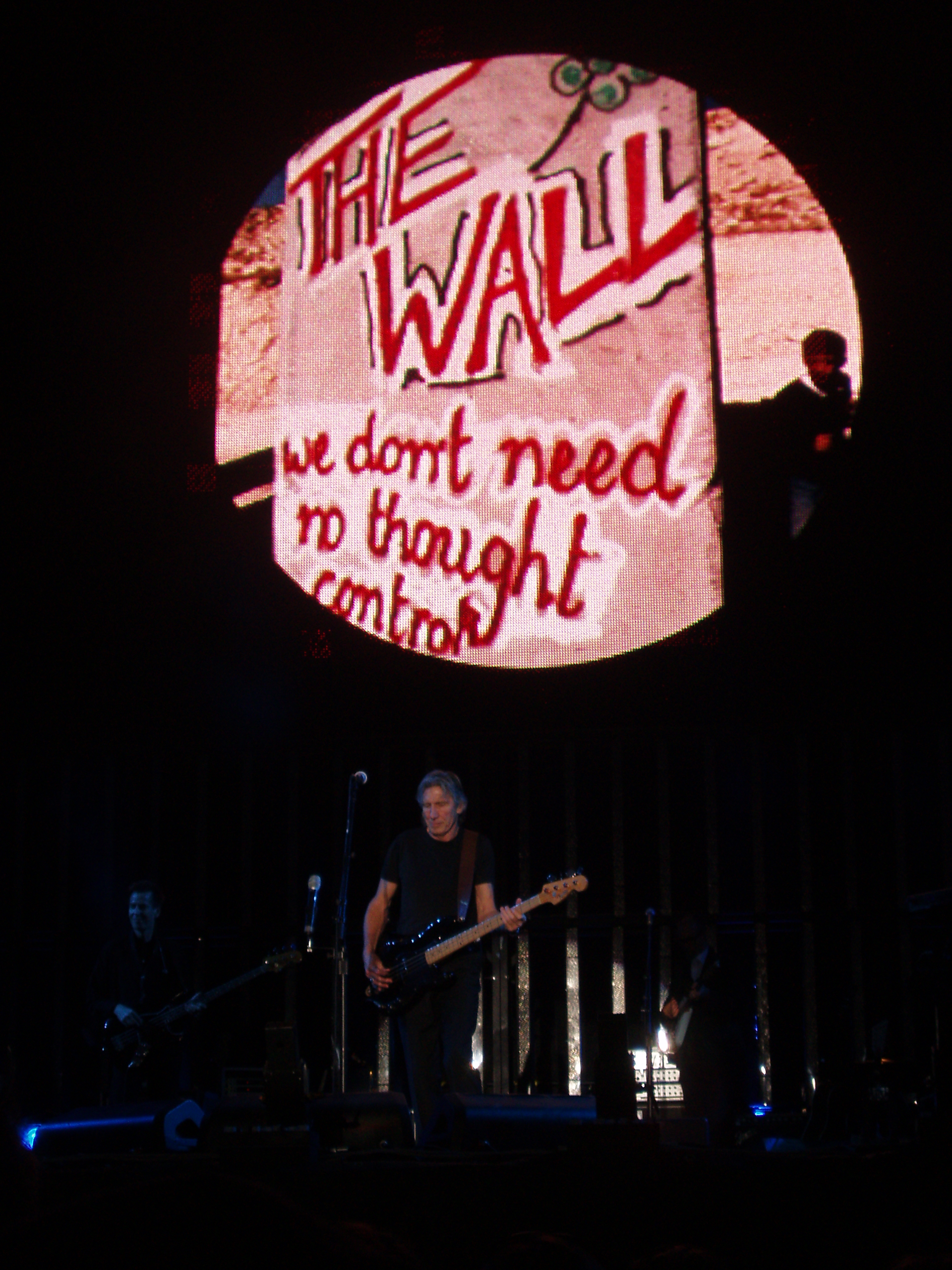
Roger Waters interprétant Another Brick in the Wall, Part 2 en 2006.

Après une réunion de Pink Floyd en 2005 puis la tournée solo de Roger Waters en 2006, l'idée de refaire une tournée pour The Wall arrive à ce dernier. Exécuté entre 2010 et 2013 et musicalement identique aux concerts de la tournée de 1980 et 1981, Waters est accompagné par Snowy White, David Kilminster et, lors d'un concert à Londres, par David Gilmour et Nick Mason respectivement pour Comfortably Numb et Outside the Wall. Élément paradoxal, les concerts de cette tournée, nommée The Wall Live, ont tous lieu dans des stades, en contre-sens total avec le concept de l'album.

#### Adaptations

##### Au cinéma
Une adaptation cinématographique de The Wall est sortie en salles en 1982. S’appelant tout simplement The Wall, elle est réalisée par Alan Parker, avec le chanteur Bob Geldof dans le rôle de Pink. Le scénario est écrit par Roger Waters. Le film utilise la musique de l’album comme bande-son, mais la plupart des chansons ont été réenregistrées par le groupe avec quelques changements dans les paroles et la musique. Pour le film, Gerald Scarfe a animé une grande partie des dessins déjà utilisés pour la pochette de l’album.
Le film devait initialement contenir des séquences prises lors des concerts de la tournée The Wall à Earl's Court. Plusieurs de ces concerts ont été filmés, mais une dispute entre Alan Parker et Roger Waters a abouti à leur exclusion du film.

##### À l’opéra
Une version lyrique composée par Julien Bilodeau et intitulée Another Brick in the Wall, basée sur les textes et la musique de The Wall, est produite par l’opéra de Montréal dans le cadre du 375e anniversaire de la ville. La production, qui implique dix solistes, quarante-huit choristes et soixante-dix musiciens, est présentée en mars 2017 à la salle Wilfrid-Pelletier de la place des Arts dans une mise en scène de Dominic Champagne. L’œuvre est reprise en juillet 2018 par l’opéra de Cincinnati.

## Caractéristiques artistiques

### Concept
The Wall est un album-concept d’opéra-rock qui explore l’abandon et l’isolement, symbolisés par un mur. Les chansons créent un scénario approximatif des événements de la vie du protagoniste, Pink, un personnage inspiré de Syd Barrett ainsi que de Roger Waters, dont le père a été tué pendant la Seconde Guerre mondiale. Le père de Pink meurt également à la guerre, et c’est là qu’il commence à construire un mur métaphorique autour de lui. L’album comprend plusieurs références à Barrett, dont Nobody Home, qui fait allusion à son état pendant la tournée de Pink Floyd aux États-Unis en 1967 qui doit être abandonnée, avec des paroles telles que « wild, staring eyes » (des yeux fous et fixes) et « elastic bands keeping my shoes on » (des élastiques pour garder mes chaussures). Comfortably Numb est inspiré par l’injection d’un relaxant musculaire que Waters a reçu pour combattre les effets de l'hépatite contractée pendant la tournée In the Flesh, lors de son passage à Philadelphie.
Le concept de l’album naît après l’incident de Montréal en 1977. Waters s’imagine alors un mur qui séparerait le groupe de ses spectateurs pendant les concerts, idée que David Gilmour refuse. Waters explique qu’il a poussé l’idée très loin : « À l'origine, j’avais deux images, de la construction d’un mur tout le long de la scène, et de la relation sadomasochiste entre le public et le groupe, l’idée du public qui serait bombardé, avec des gens déchiquetés mais applaudissant plus fort que jamais parce qu’ils seraient au centre de l’action. » Waters va si loin qu’il imagine même un système audio si puissant qu’il endommagerait les oreilles des spectateurs les plus proches de la scène, idée reprise dans le film The Wall, les ondes étant remplacées par des soldats.

### Histoire

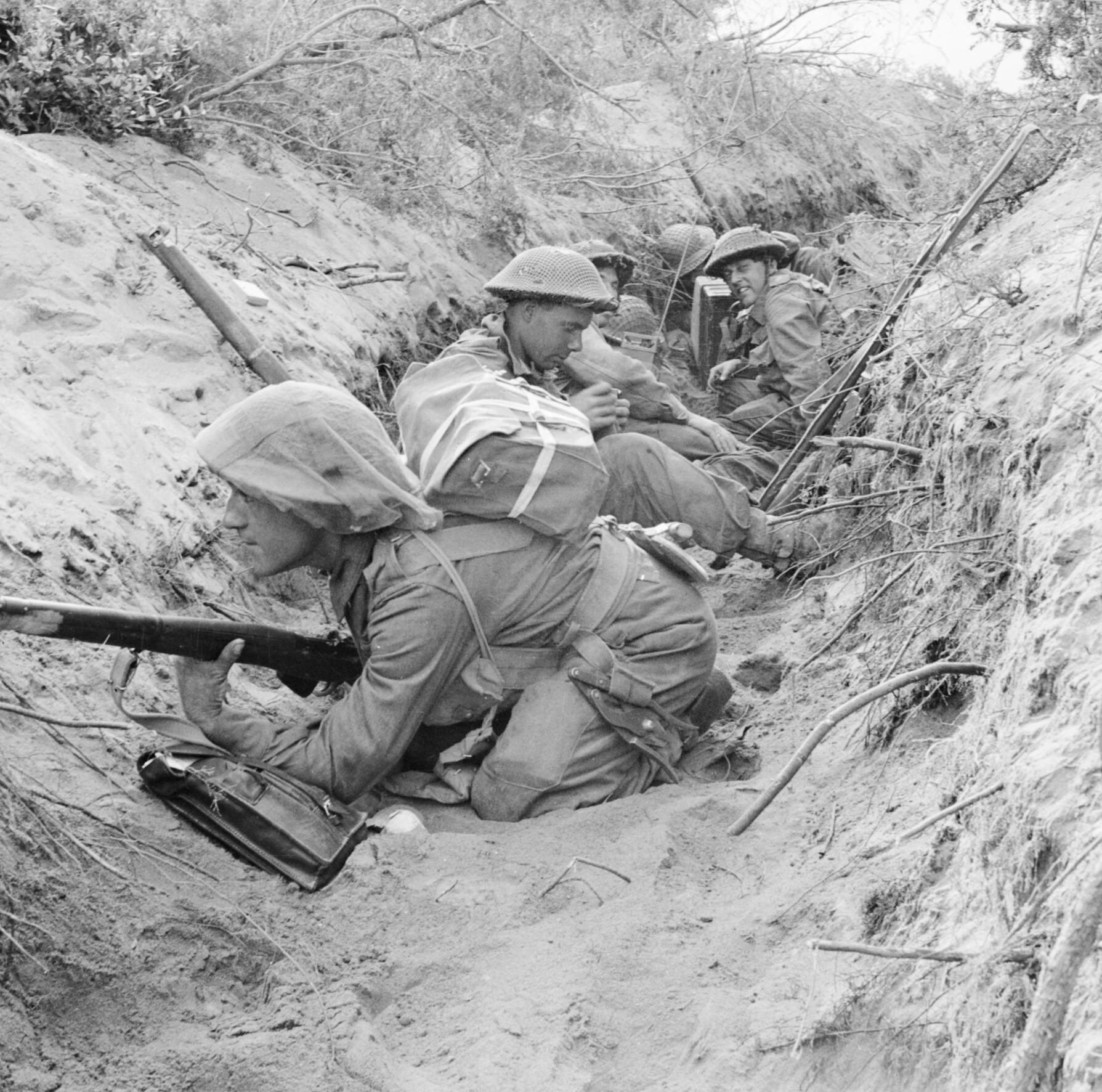
La mort du père de Pink durant l'opération Shingle forme la toile de fond de l'histoire.

Pink est une rockstar, et c’est l’une des nombreuses raisons qui le dépriment. Pink s’imagine une foule de fans entrant à l’un de ses concerts, et l’album commence ainsi sur un flashback de sa vie. Il est révélé que son père a été tué en défendant le pont d’Anzio pendant la Seconde Guerre mondiale, alors que Pink n’est encore qu’un enfant (In the Flesh?). La mère de Pink l’élève seule (The Thin Ice) et Pink commence à construire un mur métaphorique autour de lui, dont la première brique représente la mort de son père (Another Brick in the Wall, Part 1),.
En grandissant, Pink est tourmenté à l’école par des professeurs tyranniques et abusifs (The Happiest Days of Our Lives), et les souvenirs de ces traumatismes deviennent des « briques dans le mur » métaphoriques (Another Brick in the Wall, Part 2),. Maintenant adulte, Pink se souvient de sa mère oppressive et surprotectrice (Mother) et de son éducation pendant le Blitz (Goodbye Blue Sky),. Pink se marie bientôt et est sur le point d’achever son « mur » (Empty Spaces) mais, en tournée en Amérique, il jette son dévolu sur une groupie consentante (Young Lust),. Après avoir appris l’infidélité de sa femme, il ramène la groupie dans sa chambre d’hôtel pour ensuite tout démolir dans un violent accès de rage ; la groupie, terrifiée, s’échappe de la chambre (One of My Turns). Pink, déprimé, pense à sa femme et se sent piégé dans sa chambre (Don't Leave Me Now). Il rejette toutes les expériences traumatisantes qu’il a vécues sous forme de « briques » dans le mur métaphorique (Another Brick in the Wall, Part 3). Le mur de Pink est maintenant terminé, complétant son isolement de tout contact humain (Goodbye Cruel World).

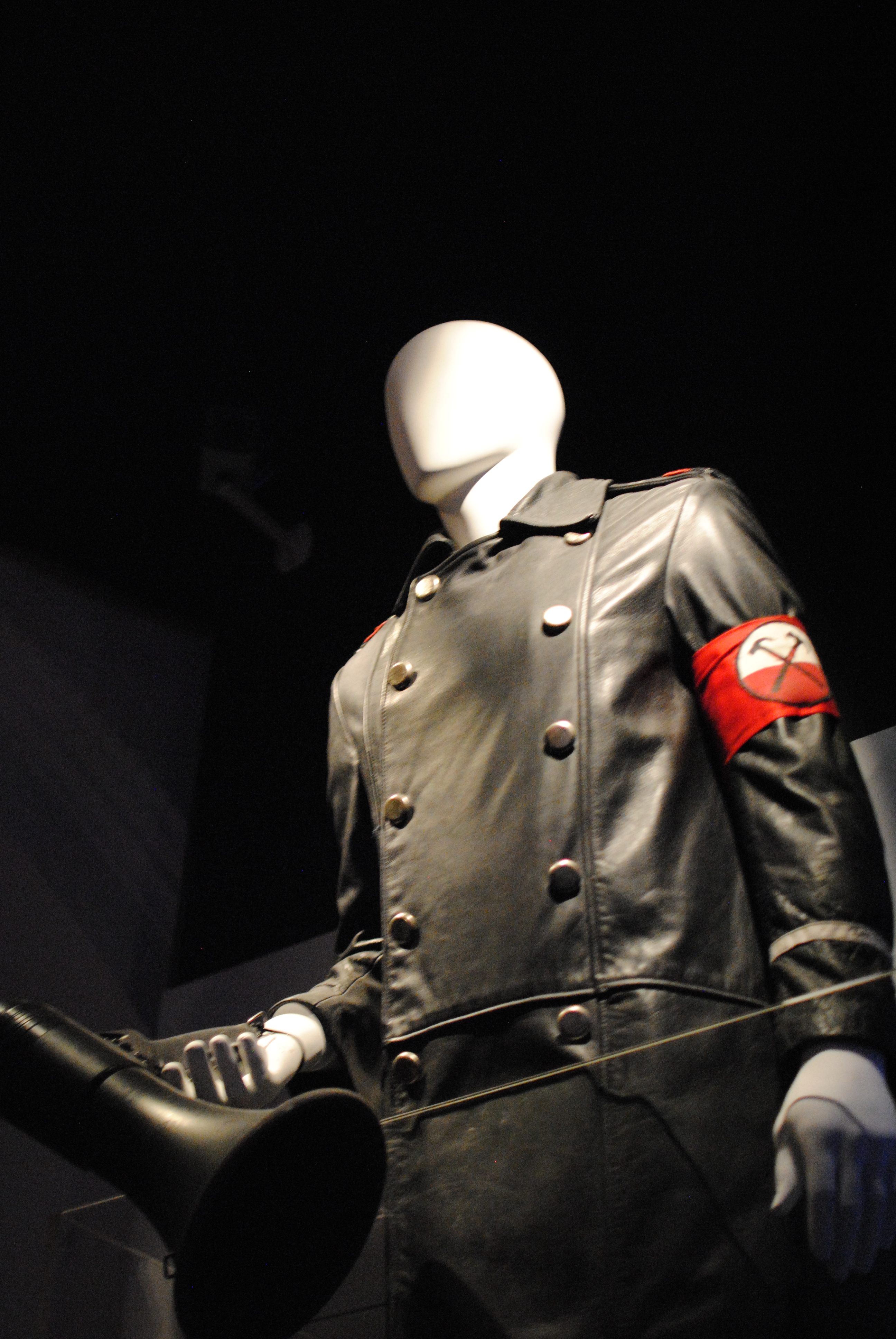
Costume porté par les soldats de Pink dans le film The Wall et également pendant le concert The Wall Live in Berlin.

Immédiatement après l’achèvement du mur, Pink remet en question ses décisions (Hey You) et s’enferme dans sa chambre d’hôtel (Is There Anybody Out There?),. Il commence à se sentir déprimé, se tourne vers ses biens pour se réconforter (Nobody Home) et aspire à l’idée de renouer avec ses racines personnelles (Vera),. L’esprit de Pink revient à la Seconde Guerre mondiale et il imagine alors des gens exigeant que les soldats rentrent chez eux (Bring the Boys Back Home). De retour au présent, le manager et les roadies de Pink font irruption dans sa chambre d’hôtel où ils le trouvent drogué et inerte. Un ambulancier lui injecte une drogue pour lui permettre d’être opérationnel pour un concert proche (Comfortably Numb).
Il en résulte une performance hallucinatoire sur scène (The Show Must Go On) où il croit être un dictateur fasciste et que son concert est un rassemblement néonazi au cours duquel il ordonne à des hommes en chemise brune d’arrêter des fans qu’il considère indignes (In the Flesh),. Il s’en prend aux minorités ethniques (Run Like Hell), puis organise un rassemblement dans la banlieue de Londres, ce qui symbolise sa descente aux enfers (Waiting for the Worms),. L’hallucination de Pink cesse alors et il supplie que tout s’arrête (Stop). Affichant des émotions humaines, il est tourmenté par la culpabilité et se fait un procès (The Trial), son juge intérieur lui ordonnant de « démolir le mur », ouvrant ainsi Pink au monde extérieur (Outside the Wall),. La boucle est bouclée avec les derniers mots de l’album, « N’est-ce pas ici que… », qui viennent compléter la première phrase de l’album, « … nous sommes entrés… »,. La mélodie de la dernière chanson est quant à elle reprise au début de l’album, signifiant ainsi que l’histoire de Pink ne lui est pas spécifique, mais qu’elle est commune à tout être humain.

### Analyse musicale
L’album est divisé en quatre parties, chacune racontant un moment spécifique de l’histoire avec une dynamique différente. Alors que Pink Floyd a pris l’habitude de remplir des faces complètes de ses albums avec des titres très longs comme dans Meddle avec Echoes, The Wall ne comporte que des chansons relativement courtes qui portent un même thème tout au long de l’album, et ce sans avoir recours à des titres qui pourraient être considérés de « remplissage ». Selon Philippe Gonin et Aymeric Leroy, cet album est un « retour à des structures plus courantes dans lesquelles l’expression instrumentale […] reste confinée à des chorus très cadrés. […] Vraisemblablement dicté par un souci de clarté du propos, cette normalisation [n’étant] pas suspecte d’opportunisme, même si elle apparaît des plus opportunes à un moment où le rock progressif et ses longs développements […] n’ont plus vraiment le vent en poupe ».
En plus du thème, on retrouve plusieurs sonorités à travers l’album qui lient les titres entre eux, très évidemment dans les trois parties de Another Brick in the Wall, mais également dans certains titres plus éloignés musicalement. On peut ainsi retrouver le thème vocal de Is There Anybody Out There?, la voix de la groupie de One of My Turns et l’enseignant d’Another Brick in the Wall entre Bring the Boys Back Home et Comfortably Numb. Plus subtilement, le motif récurrent d’Another Brick in the Wall est audible dans In the Flesh? et est plus facilement perceptible dans Empty Spaces, Hey You, Waiting for the Worms et The Trial.

#### Disque 1
L’album s’ouvre sur In the Flesh?, dont le titre est un hommage direct à la tournée homonyme qui a grandement influencé l’écriture de The Wall. Vers la fin du titre, l’idée de Waters de bombarder le public est illustrée par ses cris — « Lights. Roll the sound effects. Action! Drop it on them! » (« Lumière. Lancez les effets sonores. Action ! Lâchez-le sur eux ! ») — qui sont suivis par des bruits de Stuka descendant en piqué et des explosions. In the Flesh? est lié au titre suivant The Thin Ice par des pleurs de bébé. David Gilmour y joue le rôle de la mère, débutant le titre avec la ligne « Mama loves her baby » (« Maman aime son bébé »), avant d’être relayé par Roger Waters au chant. The Thin Ice se termine sur une explosion musicale lors du troisième segment qui amène Another Brick in the Wall, Part 1. Première de trois parties, elle introduit le motif d’Another Brick in the Wall, un ré à la pédale réutilisé dans les autres parties, et possède une partie instrumentale longue comparée aux deux autres parties.

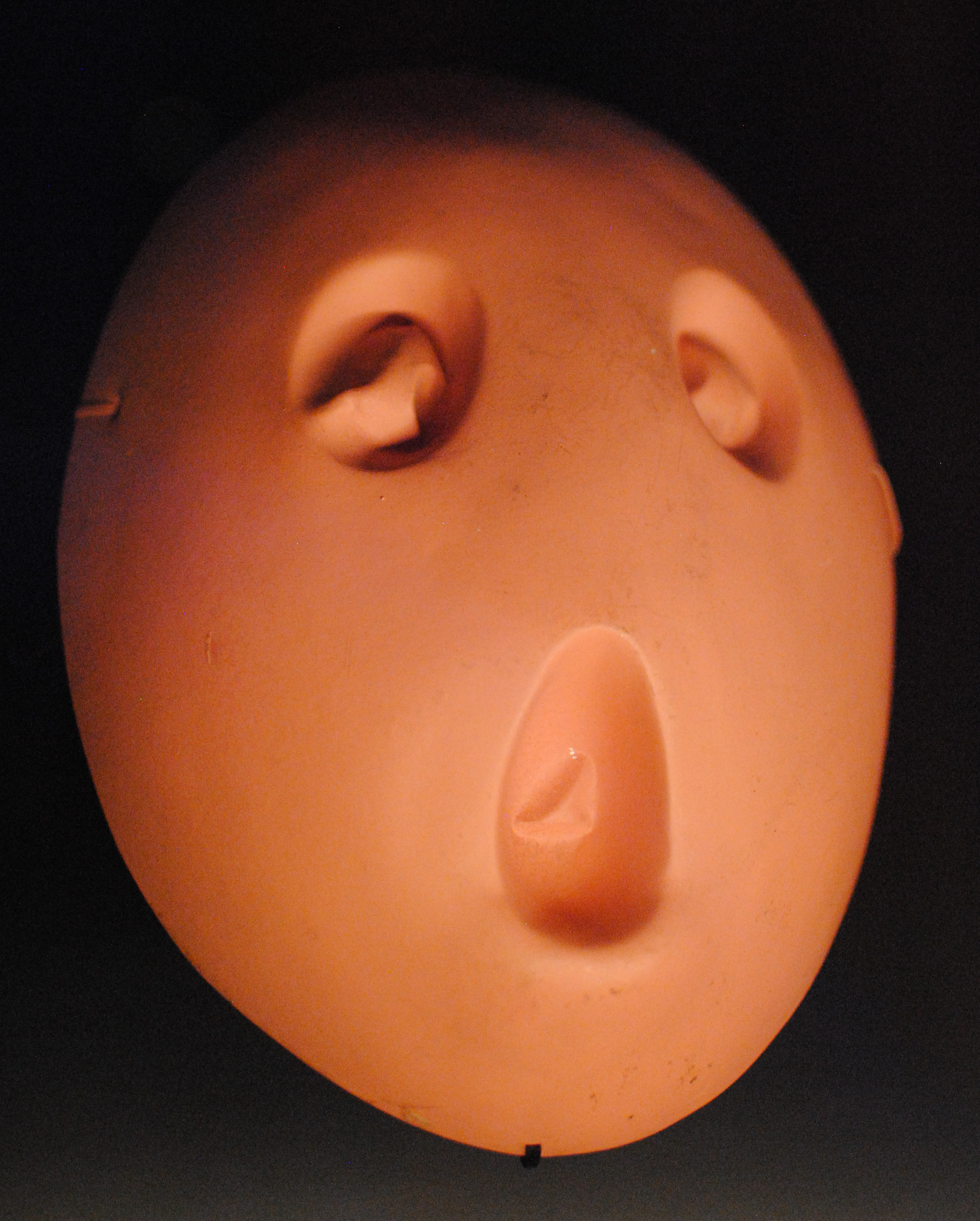
Masque utilisé dans le film The Wall.

Un bruit d’hélicoptère lie ensuite Another Brick in the Wall, Part 1 à The Happiest Days of Our Lives, titre probablement inspiré par le film Cette sacrée jeunesse de Frank Launder, qui raconte l’histoire d’une école pour garçons qui doit fusionner avec une école pour filles en temps de guerre. Le titre est musicalement scindé en deux parties : dans la première, Waters raconte l’humiliation que subissent les élèves par leur enseignant puis, dans la seconde, il y raconte la relation du professeur avec sa femme. La chanson commence également sur un bruit d’hélicoptère depuis lequel on peut entendre Waters crier « You! Yes you! Stand still, laddy! » (« Toi ! Oui toi ! Bouge pas mon garçon ! »), puis se termine avec une section à la cadence suspendue qui repart pour le début de Another Brick in the Wall, Part 2 sur un cri rappelant ceux de Careful with That Axe, Eugene.
La musique d’Another Brick in the Wall, Part 2 présente une rythmique plus disco avec un deuxième couplet, similaire au premier, chanté par des enfants. C’est Bob Ezrin, dans son but de transformer le morceau en single, qui a l’idée d’utiliser un chœur d’enfants de manière à « théâtraliser la matière musicale ». Le titre se termine sur un solo de Gilmour, « un de ses plus célèbres » selon Philippe Gonin, joué sur une Gibson Les Paul 1955 Gold,. Le morceau s’achève enfin sur les cris de l’instituteur, joué par Waters, qui laisse ensuite place à un bruit de téléphone au début de Mother. Musicalement, Mother se rapproche de la version concert de Pigs on the Wing (Part Two), de l’album Animals, particulièrement dans sa suite d’accords.
La face B du premier disque s’ouvre sur Goodbye Blue Sky, un titre qui commence sur des bruits d’oiseau et le vrombissement d’un bombardier avant d’être interrompu par un enfant, le fils de Roger Waters, Henry, qui dit : « Look, mummy, there is an aeroplane in the sky (Regarde maman, il y a un avion dans le ciel) ». Une guitare acoustique se fait alors entendre et marque la fin des jours heureux par un rythme troublé. Le deuxième titre de la face est Empty Spaces, qui débute sur un message à l’envers qui se moque des fans de Pink Floyd cherchant à tout prix des secrets cachés dans leurs albums. Le titre pose une ambiance onirique et est accompagné par Gilmour d’une mélodie très saturée. Empty Spaces se fond soudainement en Young Lust, un titre rock en partie autobiographique pour Waters,. Le riff accrocheur de Gilmour est accompagné par une basse qui soutient le son de la guitare et un groove bien assuré par la batterie de Mason. Young Lust se coupe ensuite durant un appel téléphonique qui se termine sur un bruit de porte qui s’ouvre au début d’One of My Turns. La groupie de Pink fait alors le tour de sa chambre d’hôtel en parlant à Pink, qui ne répond pas. Ce dernier entame alors un monologue chanté très calme par-dessus quelques notes de synthétiseur, avant de commencer une partie de chant beaucoup plus rock. La voix de Waters est alors poussée à ses limites et son interprétation est à la fois puissante et fragile.
Un cri clôt One of My Turns et laisse la place à Don't Leave Me Now, une chanson déprimante dans laquelle Waters se lamente avec émotion sur son mariage raté. La chanson peut être comparée à une version froide et paranoïaque de Ne me quitte pas de Jacques Brel et la voix de Waters atteint presque ses limites, délivrant un sentiment de vulnérabilité. Celle-ci est soutenue par un piano joué dans les graves, un orgue, un synthétiseur et une guitare rythmique, puis par un bruit de respiration exécuté par Gilmour et qui devient plus fort au fil de la chanson. Une dernière partie beaucoup plus instrumentale conclut le morceau avant de laisser sa place à des bruits d'émissions de télévision. Ceux-ci s'arrêtent subitement lorsque Pink fracasse l’écran, et la troisième partie d’Another Brick in the Wall commence alors. Celle-ci est une version plus rugueuse, reprenant le rythme des deux premières parties sur un ton plus agressif. Pink, interprété par Waters, exprime alors son dégoût face au mariage et rejette la société. Dernier titre du disque 1, Goodbye Cruel World est rythmé par la basse de Waters tel un balancier d’horloge. La seule réelle mélodie de Goodbye Cruel World est assurée par le synthétiseur de Wright et la chanson s’achève sur un dernier « goodbye » (« adieu ») de Waters.

#### Disque 2
Le disque 2 s’ouvre avec Hey You et ses arpèges à notes ajoutées. Le titre démontre le talent musical de David Gilmour : il est le leader vocal, y joue cinq guitares différentes et assure les lignes de basse fretless. Les paroles, en plus de représenter un appel à l’aide désespéré, sont un message d’unité et d’harmonie ; Roger Waters en assure le pont et le dernier couplet. On retrouve plusieurs éléments d’Echoes, de l'album Meddle, dans Hey You et le second titre du disque Is There Anybody Out There? : dans le premier, le « ping » sonore apparaît dans la deuxième partie de la chanson, et, dans Is There Anybody Out There?, les cris de mouettes sont directement tirés de l’album de 1971,. Is There Anybody Out There? est atypique et se découpe en deux parties. La première commence sur un bruitage de télévision puis la phrase titre est répétée quatre fois sur une nappe sonore jouée au synthétiseur. Après cela, la seconde partie est entièrement instrumentale. Elle se compose principalement d’arpèges de guitare classique, joués par Joe DiBlasi, accompagnés par un violon et un synthétiseur.
Les bruits de télévision, qui reprennent à la fin d’Is There Anybody Out There?, sont interrompus par un cri de Waters, puis par le piano de Bob Ezrin, au début de Nobody Home. Le texte de ce morceau est très imagé, avec des références au style capillaire de Jimi Hendrix, « the obligatory Hendrix perm », très populaire dans les années soixante, mais aussi à une « petite cuillère accrochée à une chaîne », un ustensile très utilisé par les consommateurs de cocaïne. La voix de Waters et le piano d’Ezrin sont accompagnés par le New York Symphony Orchestra, la basse de Gilmour et par moments le synthétiseur de Wright. Vers la fin du morceau, les bruitages de télévision reprennent, comme répondant à Waters, et font office de transition vers le prochain titre. Vera est nommée en hommage à la chanteuse Vera Lynn. À la suite de bruitages d’explosion tirés du film La Bataille d'Angleterre, Waters dit, en ouverture du titre : « Quelqu’un se souvient-il de Vera Lynn ? ». Vera a une structure simple et se compose d’abord de guitare acoustique puis est dominée par les cordes de l’arrangement orchestral.

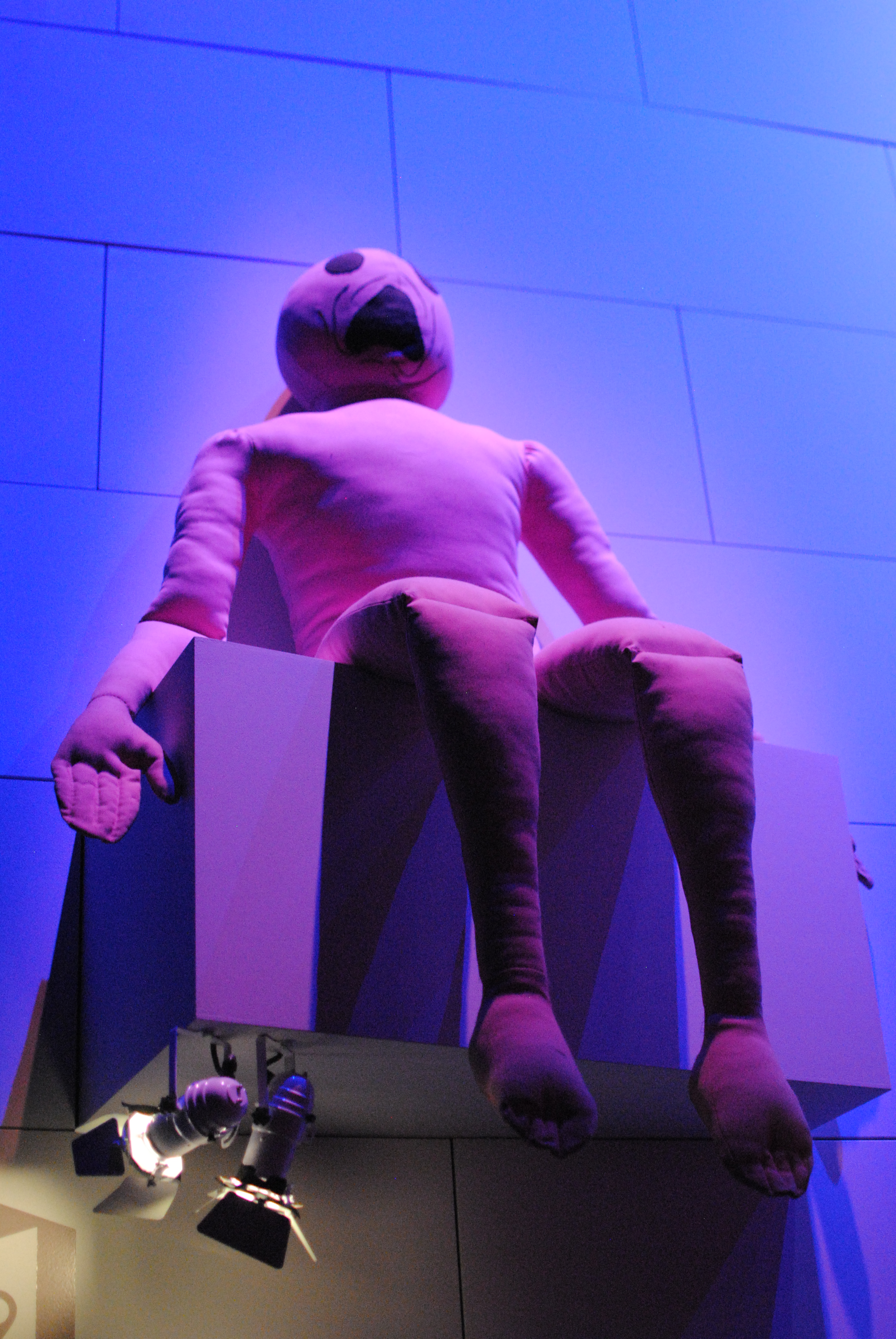
Marionnette représentant Pink dans le film The Wall.

Vient ensuite Bring the Boys Back Home, qui est un cas très particulier dans la discographie de Pink Floyd puisque sa forme se rapproche plus de la comédie musicale que du rock habituel. Le morceau commence par une quinzaine de secondes de caisses claires suivies par l’explosion du chœur de la New York Symphony Orchestra mêlé à Roger Waters. Bring the Boys Back Home sert de flashback, notamment en réutilisant une partie des voix présentes tout au long de l’album, et se conclut sur la question « Is there anybody out there? ». Dernier morceau de la face A du disque 2, Comfortably Numb démarre sans bruitage ni transition, un fait rare sur The Wall. Le morceau comporte deux solos, le premier calqué sur les sonorités du refrain et le second sur celles du couplet. Philippe Gonin juge ce dernier « le plus épique et emblématique de tout l’album », bien qu’il ne le considère pas techniquement compliqué.
Avec Gilmour au lead vocal, The Show Must Go On est pensé pour ressembler à une chanson des Beach Boys. Les chœurs qui ouvrent la chanson sont d’ailleurs chantés par Bruce Johnston et plusieurs collaborateurs des Beach Boys. Ceux-ci sont accompagnés par deux guitares acoustiques, le synthétiseur de Wright, une batterie et une basse. La deuxième chanson de la face B, In the Flesh, débute sur une ambiance de concert. Après le décompte de Nick Mason, l’air d’In the Flesh?, la chanson d’ouverture de l’album, est repris à l’identique, si ce n’est pour les paroles qui sont légèrement transformées,. Troisième composition de Gilmour pour l’album, Run Like Hell s’ouvre sur les bruits de la foule qui scande le nom de Pink Floyd, puis sur des sons de guitare semblables à un moteur qui démarre. Le son de la guitare de Gilmour est légèrement modifié avec un delay, les paroles de Waters sont opposées en stéréo d’une phrase à l’autre et le rythme donné par Mason a un style disco similaire à Another Brick in the Wall, Part II.
Waiting for the Worms commence par un décompte en allemand avant de rendre de nouveau hommage aux Beach Boys. L’accompagnement est ensuite réalisé par Gilmour avec deux guitares, ce dernier étant également au lead vocal. La voix douce de Gilmour est ensuite nuancée par celle de Waters, agressive et cynique. Pour le final du morceau, Gilmour reprend le thème d’Another Brick in the Wall de manière oppressante, avant que le calme resurgisse avec Stop, titre le plus court de l’album dans lequel Waters assure le lead vocal, seulement accompagné d’Ezrin au piano à queue,. The Trial est le point culminant de la folie de Pink. Le bruitage de l’introduction imite l’entrée du personnage principal dans le tribunal, puis l’orchestre accompagne Waters qui interprète respectivement le procureur, le maître d’école, la femme de Pink, sa mère et enfin le juge. Chaque intervention d’un nouveau personnage change le ton de la musique. Lorsque la sentence est donnée par le juge, la guitare de Gilmour fait son entrée sur un motif saturé. À la fin du titre, la foule hurle « Tear down the wall! » (« Abattez le mur ! ») suivi de l’effondrement du mur qui, en réalité, est le bruit d’une explosion dans une carrière du Somerset. La dernière chanson de l’album, Outside the Wall, commence pendant l’effondrement. Une clarinette seule joue l’introduction, avant que Waters récite les paroles accompagné d’une chorale d’enfants. La mélodie se coupe alors brusquement, mais continue en réalité au tout début de l’album.

#### Autres chansons
Plusieurs titres ont dû être retirés de l’album avant sa sortie, certains d’entre eux étant disponibles entre les centaines d’enregistrements pirates de Pink Floyd. What Shall We Do Now? est écarté à cause d’un manque de place sur la face B du vinyle et remplacé par une version raccourcie nommée Empty Spaces. La fabrication des pochettes étant déjà en cours lorsque la décision est prise, les paroles de What Shall We Do Now? sont restées imprimées sur la pochette intérieure, entre Goodbye Blue Sky et Young Lust. Parfois appelé Do Now?, ses paroles sont en grande partie une critique de la société de consommation et correspondent à un instant de questionnement pour Pink, qui en vient à s’intéresser obsessionnellement aux incertitudes des autres pour venir à bout de son isolement. Bien que What Shall We Do Now? ne soit pas sur l’album, elle remplace Empty Spaces dans les concerts et le film d’Alan Parker, venant s’insérer juste après Mother.
Également écarté de l’album mais présent dans le film, When the Tigers Broke Free est supprimé en raison d’un texte jugé trop personnel, la chanson racontant en détail la mort du père de Pink dans des événements très proches de la véritable mort du père de Waters. Elle comporte deux parties distinctes : dans le premier couplet, le père de Pink se prépare au combat puis, dans les deux derniers couplets, Pink raconte avoir trouvé la lettre officielle annonçant la mort de son père avant de revêtir l’uniforme de celui-ci. When the Tigers Broke Free est finalement utilisé comme single pour la promotion du film The Wall et est ajouté à The Final Cut en 2004 lors de la réédition de celui-ci.
Certains titres, comme Is There Anybody Out There, Part II, The Thin Ice, Part II ou Empty Spaces, Part II, sont présents dans la démo de Waters mais ne sont pas choisis pour faire partie de l’album. Entre autres, The Thin Ice, Part II est monté de façon à terminer l’album en reprenant le solo de The Thin Ice. Enfin, The Last Few Bricks est joué pendant la tournée de The Wall, juste avant Another Brick in the Wall, Part III. Sorte de medley des chansons du disque 1 de l’album, elle est en réalité une façon pour le groupe d’attendre que les techniciens achèvent la construction du mur.

### Pochette
The Wall est le premier album de Pink Floyd depuis The Piper at the Gates of Dawn, de 1967, dont la pochette n’est pas réalisée par Storm Thorgerson et son studio Hipgnosis. Waters s’étant brouillé avec le concepteur quelques années auparavant lorsque ce dernier inclut la couverture d’Animals dans son livre The Work Of Hipgnosis : “Walk Away René”, c’est Gerald Scarfe qui est chargé de la conception de la pochette. Celle-ci est ouvrante et le recto-verso extérieur n’est rien d’autre qu’un mur blanc dessiné.

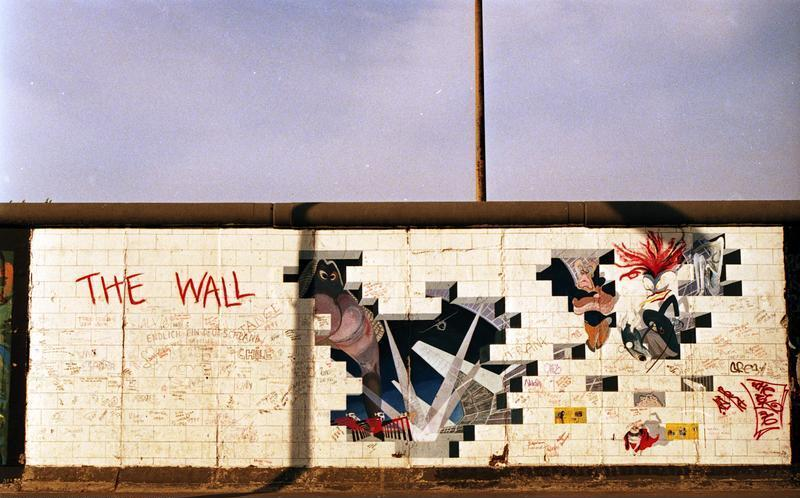
La pochette de The Wall peinte sur le mur de Berlin.

À l’intérieur, sur le volet de gauche, on peut apercevoir à travers un trou dans le mur un stade semblable au stade olympique de Montréal, où Pink Floyd a donné le concert inspirant The Wall en 1977. Ce dernier est dominé par un juge à la tête semblable à un fessier et un avion qui descend en piqué et rappelle celui de la chanson Mother. Enfin, en bas à gauche, on retrouve des marteaux qui défilent tels des soldats sous la lumière des projecteurs. Le volet de droite, qui a été modifié plusieurs fois avant d’être imprimé, comprend également un mur troué à travers lequel on peut y apercevoir plusieurs personnages : le professeur tyrannique qui essaie de s’extirper du mur, la femme de Pink caricaturée en mante religieuse et sa mère aux bras protecteurs. Les illustrations de Scarfe se trouvent également sur les étiquettes des deux disques. Chaque face comprend ainsi un personnage important du récit de l’album : sur la face 1 le professeur, sur la face 2 sa femme, cette fois en scorpion, sur la face 3 Pink, désarticulé, et sur la face 4 le juge.

## Fiche technique

### Titres
Toutes les paroles sont écrites par Roger Waters. Les musiques sont originellement composées par Waters, puis arrangées par le groupe après que Waters ait présenté aux autres membres la maquette de l'album. Trois musiques sont de David Gilmour : Young Lust, Comfortably Numb et Run Like Hell. Pour The Trial, la musique est de Bob Ezrin et les arrangements sont de Michael Kamen.

#### Disque 1
| 1. | In the Flesh?                      | Roger Waters                                                  | 3:19 |
| 2. | The Thin Ice                       | David Gilmour, Roger Waters                                   | 2:29 |
| 3. | Another Brick in the Wall, Part I  | Roger Waters                                                  | 3:10 |
| 4. | The Happiest Days of Our Lives     | Roger Waters                                                  | 1:21 |
| 5. | Another Brick in the Wall, Part II | David Gilmour, Roger Waters, chorale d'Islington Green School | 3:59 |
| 6. | Mother                             | David Gilmour, Roger Waters                                   | 5:36 |

| Face B | Face B                                   | Face B                      | Face B | Face B | Face B | Face B | Face B | Face B | Face B |
| No     | Titre                                    | Chant                       | Durée  |        |        |        |        |        |        |
| ------ | ---------------------------------------- | --------------------------- | ------ | ------ | ------ | ------ | ------ | ------ | ------ |
| 7.     | Goodbye Blue Sky                         | David Gilmour               | 2:48   |        |        |        |        |        |        |
| 8.     | Empty Spaces                             | Roger Waters                | 2:08   |        |        |        |        |        |        |
| 9.     | Young Lust (Roger Waters, David Gilmour) | David Gilmour, Roger Waters | 3:30   |        |        |        |        |        |        |
| 10.    | One of My Turns                          | Roger Waters                | 3:37   |        |        |        |        |        |        |
| 11.    | Don't Leave Me Now                       | Roger Waters, David Gilmour | 4:16   |        |        |        |        |        |        |
| 12.    | Another Brick in the Wall, Part III      | Roger Waters                | 1:15   |        |        |        |        |        |        |
| 13.    | Goodbye Cruel World                      | Roger Waters                | 1:14   |        |        |        |        |        |        |
| 39:13  |                                          |                             |        |        |        |        |        |        |        |

#### Disque 2
| 1. | Hey You                                        | David Gilmour, Roger Waters | 4:42 |
| 2. | Is There Anybody Out There?                    | Roger Waters                | 2:40 |
| 3. | Nobody Home                                    | Roger Waters                | 3:25 |
| 4. | Vera                                           | Roger Waters                | 1:33 |
| 5. | Bring the Boys Back Home                       | Roger Waters                | 1:27 |
| 6. | Comfortably Numb (Roger Waters, David Gilmour) | David Gilmour, Roger Waters | 6:24 |

| Face D | Face D                                      | Face D                      | Face D | Face D | Face D | Face D | Face D | Face D | Face D |
| No     | Titre                                       | Chant                       | Durée  |        |        |        |        |        |        |
| ------ | ------------------------------------------- | --------------------------- | ------ | ------ | ------ | ------ | ------ | ------ | ------ |
| 7.     | The Show Must Go On                         | David Gilmour               | 1:35   |        |        |        |        |        |        |
| 8.     | In the Flesh                                | Roger Waters                | 4:17   |        |        |        |        |        |        |
| 9.     | Run Like Hell (Roger Waters, David Gilmour) | Roger Waters                | 4:24   |        |        |        |        |        |        |
| 10.    | Waiting for the Worms                       | David Gilmour, Roger Waters | 3:58   |        |        |        |        |        |        |
| 11.    | Stop                                        | Roger Waters                | 0:30   |        |        |        |        |        |        |
| 12.    | The Trial (Roger Waters, Bob Ezrin)         | Roger Waters                | 5:20   |        |        |        |        |        |        |
| 13.    | Outside the Wall                            | Roger Waters                | 1:43   |        |        |        |        |        |        |
| 41:58  |                                             |                             |        |        |        |        |        |        |        |

### Musiciens
L'équipe réunie pour l’enregistrement et la production de l’album est composée des personnes suivantes :

#### Pink Floyd
- Roger Waters - chant, basse, guitare acoustique sur Mother et Vera, guitare électrique sur Another Brick in the Wall Part III
- David Gilmour - chant, guitares électrique et acoustique, basse, séquenceur, synthétiseur, clavinet, percussions
- Nick Mason - batterie et percussions

#### Musiciens additionnels
- Richard Wright[note 2] - piano acoustique et électrique, orgue Hammond, synthétiseur, clavinet, pédales basse
- Freddie Mandel - orgue Hammond (sur les deux In the Flesh)
- Bob Ezrin - producteur, arrangements, orchestrations, piano, harmonium, orgue Hammond, synthétiseur, chœurs
- Joe DiBlasi - guitare classique (sur Is There Anybody Out There?)
- Lee Ritenour - guitare rythmique (sur One of My Turns) et guitare acoustique (sur Comfortably Numb)
- James Guthrie - coproducteur, ingénieur du son, percussions, synthétiseur (sur Empty Spaces), séquenceur et batterie (sur The Happiest Days of Our Lives)
- Bobbye Hall - congas et bongos sur Run Like Hell
- Trudy Young - voix dans le rôle de la groupie sur One of My Turns
- Harry Waters - voix enfantine sur Goodbye Blue Sky
- Chris Fitzmorris - voix masculine au téléphone à la fin de Young Lust
- Jeff Porcaro - batterie (sur Mother)
- Joe Porcaro - caisse claire (sur Bring the Boys Back Home)
- Frank Marrocco - concertina (sur Outside the Wall)
- Trevor Veitch - mandoline (sur Outside the Wall)
- Larry Williams - clarinette (sur Outside the Wall)
- Enfants de l’Islington Green School - chœurs (sur Another Brick in the Wall, part II)
- Bruce Johnston - chœurs
- Joe Chemay - chœurs
- Jon Joyce - chœurs
- Stan Farber - chœurs
- Jim Haas - chœurs
- Toni Tennille - chœurs sur The Show Must Go On et Waiting For The Worms
- Vicki Brown, Clare Torry - chœurs sur The Trial
- New York Opera - chœurs
- New York Orchestra - cordes

### Équipe de production
- Bob Ezrin, David Gilmour, Roger Waters : producteurs
- Nick Griffiths, Patrice Queff, Brian Christian, John McClure, Rick Hart et Robert Hrycyna : ingénieurs du son
- Michael Kamen : orchestrations
- Doug Sax : mastérisation et remastérisation
- Gerald Scarfe : pochette et illustrations
- Phil Taylor : effets sonores

### Classements et certifications
| Pays             | Durée du classement | Meilleure position | Date             |
| ---------------- | ------------------- | ------------------ | ---------------- |
| Allemagne        | 177 semaines        | 1er                | 28 janvier 1979  |
| Autriche         | 49 semaines         | 1er                | 1er février 1980 |
| Canada           | 57 semaines         | 1er                | 9 février 1980   |
| États-Unis       | 160 semaines        | 1er                | 19 janvier 1980  |
| France           | 183 semaines        | 1er                | 7 décembre 1979  |
| Italie           | 577 semaines        | 1er                | 1980             |
| Norvège          | 50 semaines         | 1er                | 10 décembre 1979 |
| Nouvelle-Zélande | 109 semaines        | 1er                | 23 décembre 1979 |
| Pays-Bas         | 35 semaines         | 1er                | 22 décembre 1979 |
| Royaume-Uni      | 68 semaines         | 3e                 | 8 décembre 1979  |
| Suède            | 29 semaines         | 1er                | 14 décembre 1979 |

| Pays    | Durée du classement | Meilleure position | Date          |
| ------- | ------------------- | ------------------ | ------------- |
| Espagne | 53 semaines         | 9e                 | 16 avril 2006 |
| Suisse  | 34 semaines         | 8e                 | 11 mars 2012  |

| Pays         | Durée du classement | Meilleure position | Date            |
| ------------ | ------------------- | ------------------ | --------------- |
| Danemark     | 28 semaines         | 6e                 | 13 mai 2011     |
| Australie    | 2 semaines          | 20e                | 11 mars 2012    |
| Belgique (W) | 150 semaines        | 20e                | 10 mars 2012    |
| Belgique (V) | 103 semaines        | 44e                | 10 mars 2012    |
| Finlande     | 6 semaines          | 17e                | 5 mars 2012     |
| Portugal     | 161 semaines        | 4e                 | 14 février 2022 |

| Pays             | Certification | Ventes       | Date            |
| ---------------- | ------------- | ------------ | --------------- |
| Allemagne        | 4 × Platine   | 2 000 000 +  | 1994            |
| Australie        | 11 × Platine  | 770 000 +    | 30 juin 2011    |
| Canada           | 2 × Diamant   | 2 000 000 +  | 31 août 1995    |
| Danemark         | 6 × Platine   | 120 000 +    | 6 avril 2021    |
| États-Unis       | 23 × Platine  | 23 000 000 + | 29 janvier 1999 |
| France           | Diamant       | 1 598 700 +  | 1991            |
| Italie           | 5 × Platine   | 250 000 +    | 2021            |
| Nouvelle-Zélande | 14 × Platine  | 210 000 +    | 31 octobre 2011 |
| Pays-Bas         | Platine       | 100 000 +    | 1979            |
| Royaume-Uni      | 2 × Platine   | 600 000 +    | 22 juillet 2013 |
| Suède            | Or            | 20 000 +     | 2013            |
| Suisse           | 2 × Platine   | 100 000 +    | 2006            |